# Емил Милев
Емил Милев е български поет и журналист.

## Биография
Емил Кирилов Милев е роден на 26 юни 1957 година в Благоевград. Завършил е българска филология в Пловдивския университет „Паисий Хилендарски“. От 1992 г. е журналист в областта на културата. Работил е във вестниците „Пловдивски новини“, „Глас днес“, „Стандарт Пловдив“, „Пловдивски Труд“. Бил е програмен директор на радио „Олимп“ - Пловдив.
Автор е на стихосбирките „Третото око на самотата“ (1992), „Повикай ме“ (1998) и „Сънят на звуците“ (2010).
Член е на Дружеството на пловдивските писатели.

## Награди
- Стихосбирката „Повикай ме“ е отличена с втора награда на Националните награди за поезия „Иван Николов“, връчвани ежегодно от ИК „Жанет 45“ (1999).[1]